# Elisha Scott Loomis
Elisha Scott Loomis (18 de setembro de 1852 – 11 de dezembro de 1940) foi um matemático, genealogista, escritor e engenheiro estadunidense.

## Obras
Suas obras incluem sua tese de doutorado em metafísica: "Theism the Result of Completed Investigation", uma genealogia de "A família Loomis na América" e "A genealogia de Jacob Oberholtzer e seus descendentes"'. Também escreveu "The Teaching of Mathematics in High Schools" e "Original Investigation Or How to Attack an Exercise in Geometry". Possivelmente, seu trabalho mais conhecido, no entanto, é "O Teorema de Pitágoras", no qual coletou, classificou e discutiu 344 provas. O livro ainda é uma obra de referência. Também preparou em manuscrito, pronto para publicação, livros e artigos estimados em mais de cem, mas não está claro quantos deles foram impressos. Os títulos que ele mencionou incluem: "Recollections and Reflections of a Log-Cabin Boy", "This and That, from 50 Years of Experience as a Teacher", uma genealogia de sua família, uma biografia do Dr. Aaron Schuyler e muitos artigos sobre assuntos educacionais, matemáticos e genealógicos.
Ele sustentava que o ensino verdadeiro, a educação que vale a pena e o viver correto consistem na formação de hábitos éticos e morais para controlar as contribuições sociais de alguém ao longo da vida; e que o serviço deve guiar a ação de uma pessoa ao invés dos lucros.
Na época de sua morte ele tinha um filho, Elatus G. Loomis de Cleveland, Ohio, uma filha, a Sra. R. L. Lechner de Buenos Aires, e três netos.